# Hans-Georg Schönemann
Hans-Georg Schönemann (* 4. November 1946 in Elsterwerda) ist ein ehemaliger deutscher Fußballspieler, der in den 1970er Jahren in der zweitklassigen DDR-Liga aktiv war. 

## Sportliche Laufbahn
Mit zehn Jahren begann Hans-Georg Schönemann beim SC Aktivist Brieske-Senftenberg organisiert Fußball zu spielen. 1963 wurde der Sportclub nach Cottbus umgesiedelt, und Schönemann wurde Mitglied des SC Cottbus. Nachdem er für den Männerbereich spielberechtigt geworden war, setzte ihn der Sportclub ab 1964 zunächst in der 2. Mannschaft ein, die in der drittklassigen Bezirksliga Cottbus spielte. 1966 wurde die Fußballsektion des Sportclubs in die neu gegründete Betriebssportgemeinschaft (BSG) Energie Cottbus eingegliedert. Bis 1967 spielte Schönemann für die 2. Mannschaften des Cottbuser Sportclubs bzw. der BSG drei Spielzeiten lang in der Bezirksliga und kam insgesamt auf 28 Punktspieleinsätze. 
Zur Saison 1967/68 schloss sich Schönemann der BSG Chemie Weißwasser an, die ebenfalls in der Bezirksliga vertreten war. In Weißwasser spielte Schönemann bis zum April 1969, danach wurde er für drei Jahre Soldat in der Nationalen Volksarmee. Während dieser Zeit war er als Fußballer bei der Armeesportgemeinschaft (ASG) Vorwärts Cottbus aktiv. Bis 1971 gehörte er auch dort zur 2. Mannschaft, ebenfalls in der Bezirksliga. In der Spielzeit 1971/72 bestritt Schönemann seine ersten Einsätze in der DDR-Liga. In der 1. Mannschaft der ASG wurde er in acht Ligaspielen eingesetzt. Sein erstes DDR-Liga-Spiel absolvierte er am 17. Oktober 1971 in der Begegnung des 7. Spieltages EAB Lichtenberg 47 – ASG Vorwärts. Bei der 0:2-Niederlage wurde er in der 72. Minute eingewechselt. In seinen folgenden sieben DDR-Liga-Spielen stand er jeweils als rechter Verteidiger in der Startelf, so auch bei seinem letzten Einsatz am 19. Dezember 1971, als er am 14. Spieltag im Auswärtsspiel gegen Einheit Pankow beim 3:1-Sieg der Armeemannschaft mitwirkte. Nach seiner Entlassung aus dem Militärdienst kehrte er im Mai 1972 zum Ausgangspunkt seiner Fußballerlaufbahn zurück. 
In der Saison 1972/73 spielte Schönemann mit der BSG Aktivist Brieske-Senftenberg wieder in der Bezirksliga. Mit der BSG wurde er Bezirksmeister und stieg mit ihr wieder in die DDR-Liga auf. 1973/74 absolvierte er seine erfolgreichste Saison, in der er alle 22 Ligaspiele bestritt und mit zwölf Toren Torschützenkönig seiner Mannschaft und in der Ligastaffel D wurde. Seine letzte Saison im höherklassigen Fußball absolvierte Schönemann 1974/75. Mit 21 Einsätzen bei 22 Ligaspielen war er wieder Stammspieler und erzielte noch einmal fünf Tore. Die BSG Aktivist musste am Saisonende wieder in die Bezirksliga absteigen. Als sie 1976 in die DDR-Liga zurückkehrte, war Schönemann nicht mehr im Aufgebot der 1. Mannschaft, bis 1978 spielte er mit Brieske II weiter in der Bezirksliga. Als er 1978 seine Fußball-Laufbahn beendete, enthielt sein Leistungsnachweis 79 DDR-Liga-Einsätze mit 17 erzielten Toren.